# Àcid fòrmic
L'àcid fòrmic o àcid metanoic (nom sistemàtic de la IUPAC) és l'àcid carboxílic de menor massa molecular, de fórmula molecular {\displaystyle {\ce {HCOOH}}}. S'obtingué per primera vegada per destil·lació de les formigues i també en les ortigues, que l'empren com a defensa. Es presenta en forma de líquid d'olor picant i desagradable, miscible amb aigua i tòxic, i en contacte amb la pell produeix cremades. L'olor és semblant a la del diòxid de sofre. És emprat en la indústria tèxtil en els banys de mordent i de tintura, com a desinfectant i germicida i com a coagulant del làtex del cautxú.

## Història

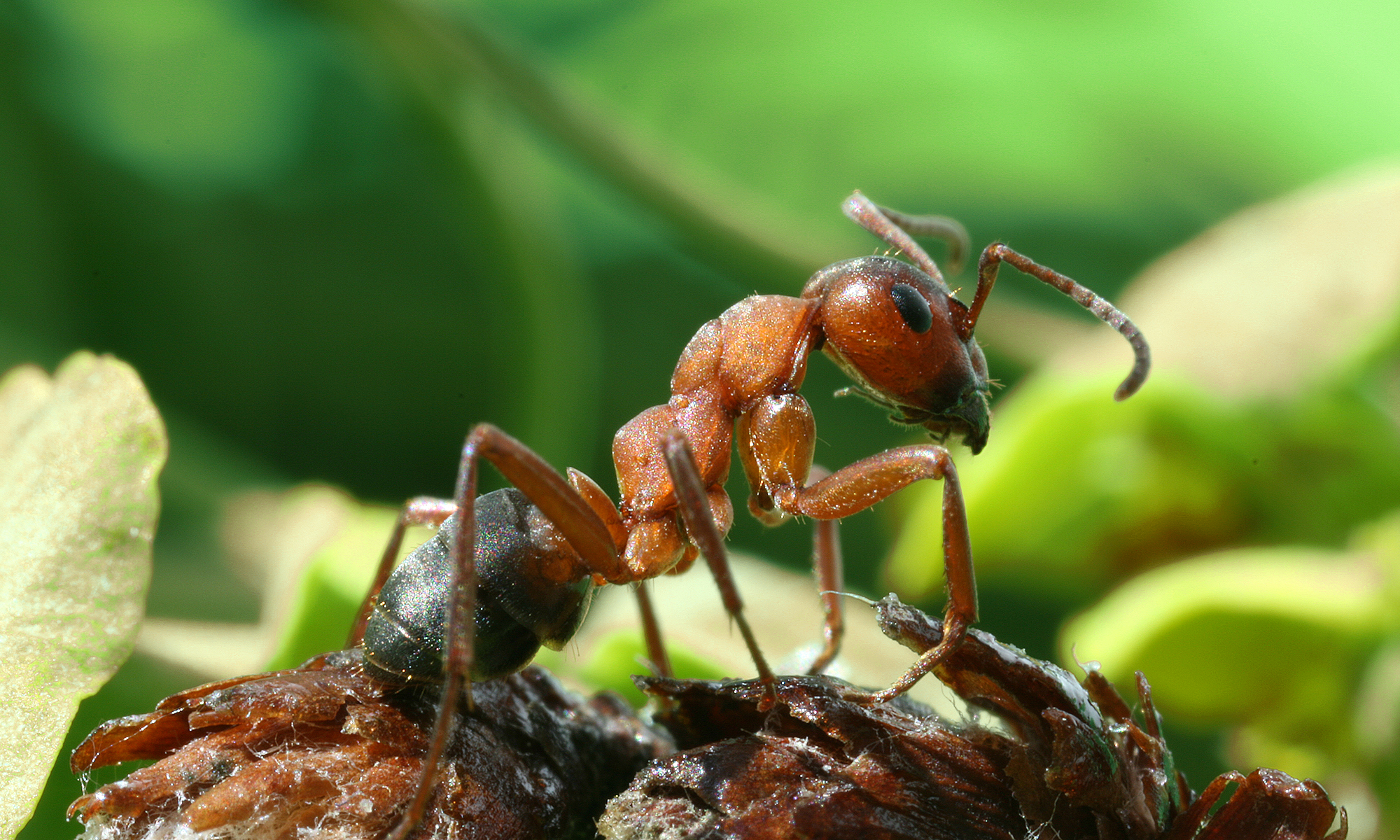
Formica rufa, espècie de la qual el metge anglès Samuel Fisher n'extragué l'àcid fòrmic per primera vegada

El 1670, el naturalista anglès John Wray (1627-1705) descrigué l'aïllament de l'ingredient actiu que es desprenia dels formiguers. Per fer-ho realitzà un experiment que ja havia fet abans el seu amic i metge anglès Samuel Fisher: recollí i destil·là un gran nombre de formigues de l'espècie Formica rufa, i la substància que aïllà fou coneguda més tard com àcid fòrmic a partir de la paraula llatina per formica, 'formiga'. El químic alemany Andreas S. Marggraf (1709-1782) l'estudià el 1749 i en descriví amb precisió la seva obtenció per destil·lació. El químic suec Johan Afzelius "Arvidson" (1753-1837) i Peter Öhrn establiren que es tractava d'un compost químic el 1777. La primera síntesi d'àcid fòrmic la dugué a terme el químic francès Joseph-Louis Gay-Lussac (1778-1850), que l'utilitzà l'àcid cianhídric com a material de partida. El 1855, un altre químic francès, Marcellin Berthelot (1827-1907), desenvolupà una síntesi a partir del monòxid de carboni similar a la que s'utilitza avui.

## Propietats

### Propietats físiques
L'àcid fòrmic es presenta en forma líquida a temperatura ambient, amb un punt de fusió de 8,3 °C i un punt d'ebullició de 100,7 °C. És incolor, clar, corrosiu i amb olor picant. La seva densitat a 20 °C és 1,220 g/cm³ i l'índex de refracció 1,371. La constant dielèctrica a 25 °C val 56,1.

Dímer cíclic de l'àcid fòrmic. En verd els enllaços d'hidrogen entre dues molècules

El seu vapor es desvia considerablement del comportament d'un gas ideal perquè les molècules es dimeritzen parcialment en la fase de vapor. A temperatura ambient i pressió normal, el 95% del vapor d'àcid fòrmic es compon d'àcid fòrmic dimeritzat. L'àcid fòrmic líquid està format per cadenes llargues de molècules unides entre si per enllaços d'hidrogen. Forma amb l'aigua una mescla azeotròpica d'ebullició màxima, el punt d'ebullició és de 107,6 ° C a 101,3 kPa; consta d'un 77,6 % en àcid fòrmic i 22,4 % en aigua. També pot formar mescles azeotròpiques amb moltes altres substàncies.

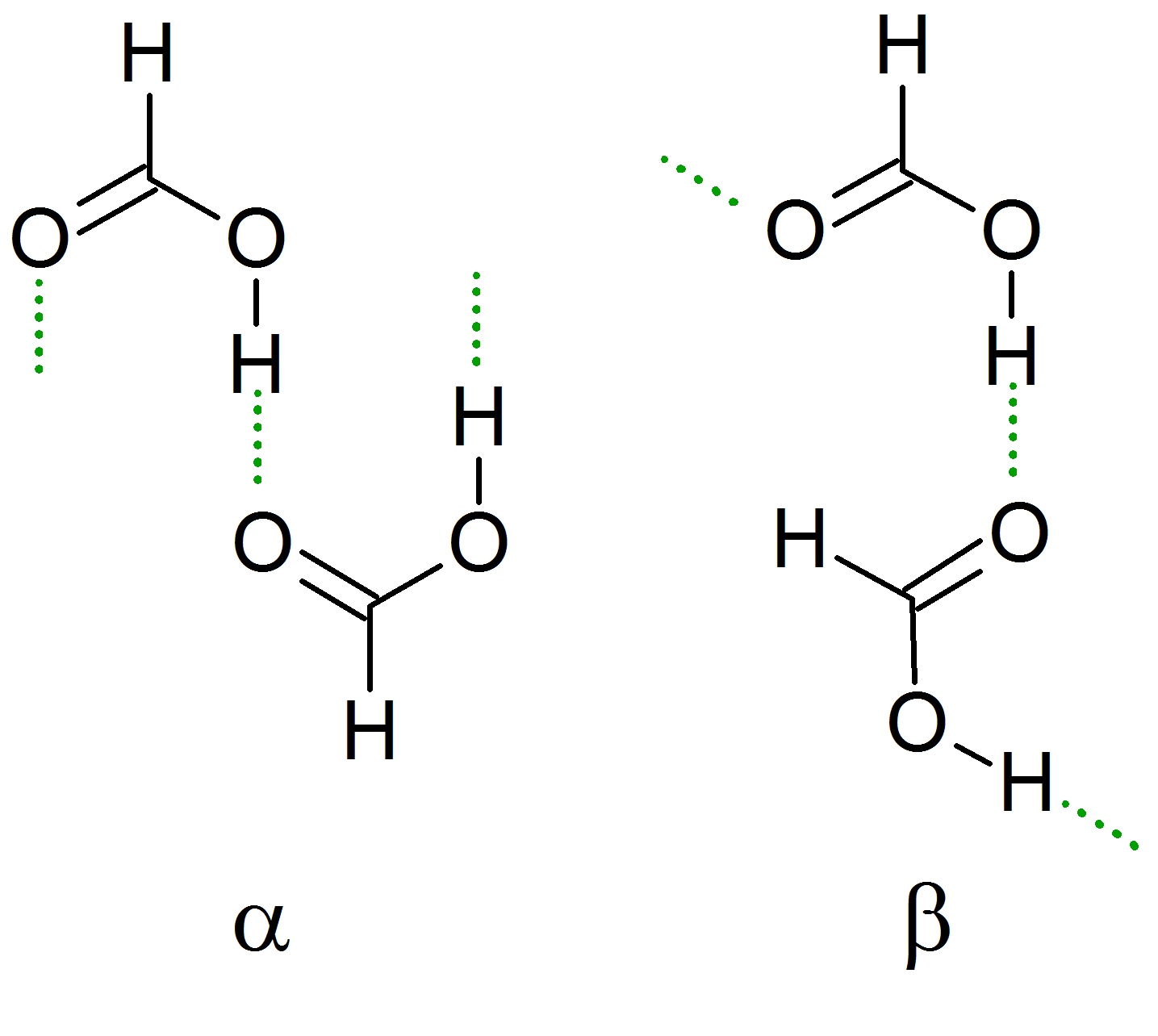
Disposició en els cristalls de les molècules d'àcid fòrmic en les formes α i β. En verd els enllaços d'hidrogen

La cel·la unitat d'un cristall d'àcid fòrmic és ortoròmbica, amb arestes a = 10,23 Å, b = 3,64 Å i c = 5,34 Å. Cadascuna conté quatre molècules. Les molècules estan disposades en forma de cadenes infinites, i cada molècula es troba enllaçada a dues veïnes mitjançant enllaços d'hidrogen. Hi ha dues disposicions possibles, la tipus α i la tipus β. Les molècules són planes amb longituds d'enllaç {\displaystyle {\ce {C-O}}} 1,26 Å i {\displaystyle {\ce {C=O}}} 1,23 Å, i un angle entre àtoms d'oxigen {\displaystyle {\ce {O-C=O}}} de 123°. El moment dipolar val 1,35-1,42 D.

### Propietats químiques
Tot i que l'àcid fòrmic és relativament estable a temperatura ambient, en realitat és un compost tèrmicament inestable que té tres vies per a la descomposició, essent les dues primeres les més importants:
{\displaystyle {\ce {HCOOH -> CO + H2O}}\quad \Delta H=+10{,}5\,\mathrm {kJ/mol} }{\displaystyle {\ce {HCOOH -> CO2 + H2}}\quad \Delta H=-31{,}0\,\mathrm {kJ/mol} }{\displaystyle {\ce {2 HCOOH -> HCHO + CO2 + H2}}}
La reacció de deshidratació, que predomina en la fase líquida, es veu afavorida en presència de catalitzadors d'òxid o àcids forts, mentre que la reacció de deshidrogenació és promoguda per catalitzadors metàl·lics. Esdevé particularment inestable en concentracions properes al 100 %. És un àcid feble (pKa = 3,739 a 25 °C), però és l'acid carboxílic no substituït més fort.
Com a dissolvent dissol composts iònics, com ara els halogenurs dels alcalins, en concentracions que van, a 25 °C, dels de 1,06 mol/l pel clorur de sodi, {\displaystyle {\ce {NaCl}}}, a 8,95 mol/l pel bromur de liti, {\displaystyle {\ce {LiBr}}}.
Exhibeix moltes de les propietats químiques típiques dels àcids carboxílics alifàtics, com ara l'esterificació i l'amidació, però, com és habitual per al primer membre d'una sèrie homòloga, hi ha diferències distintives en les propietats de l'àcid fòrmic i els seus homòlegs més alts. Forma èsters amb alcohols primaris, secundaris i terciaris. L'alta acidesa de l'àcid fòrmic fa innecessària l'ús de catalitzadors d'àcids minerals en esterificacions simples. Els alcohols primaris i secundaris estan esterificats en àcid fòrmic pur 15 000-20 000 vegades més ràpidament que en àcid acètic pur.

Reacció general d'esterificació. Per a l'àcid fòrmic R_{1} = H. Per a l'alcohol R₂ = C_{n}H_{m}

També s'afegeix als dobles enllaços d'olefines per formar èsters. Els acetilens reaccionen amb l'àcid fòrmic en la fase de vapor per obtenir formes de vinil. L'àcid fòrmic reacciona amb la majoria d'amines per formar compostos de formilamino. Per exemple, en la producció de formamides, l'àcid fòrmic s'utilitza per aconseguir la formilació per deshidratació. Amb certa diamines es produeix la formació d'imidazole. Tots dos tipus de reacció tenen utilitat sintètica. L'àcid fòrmic i les bases orgàniques terciàries formen compostos d'addició (proporció 3:1 i 2:1 de l'àcid fòrmic:base). Els compostos addicionals d'àcid fòrmic i trimetilamina o trietilamina es poden utilitzar com a agents reductors líquids en moltes reduccions selectives. La reducció del diòxid de sofre a sofre és aproximadament quantitativa.
L'àcid fòrmic dissol el ferro i el zinc i corroeix la majoria dels tipus d'acers. La reacció amb ferro produeix acetat de ferro(II) i gas d'hidrogen:
{\displaystyle {\ce {2 HCOOH + Fe -> Fe(HCOO)2 + H2}}}
Entre els metalls i aliatges comuns, l'alumini, el coure i el níquel mostren certa resistència. És més corrosiu en solucions relativament diluïdes a l'aigua. Per a l'acer temperat, s'observa la major taxa de corrosió al voltant del 20 % de concentració de la solució, en què la conductivitat de la solució també és la més alta. Alguns inhibidors de la corrosió poden donar una protecció molt bona. Reacciona amb peròxid d'hidrogen en presència d'un catalitzador àcid per formar un àcid perfòrmic inestable (HCOOOH).

## Àcid fòrmic a la natura

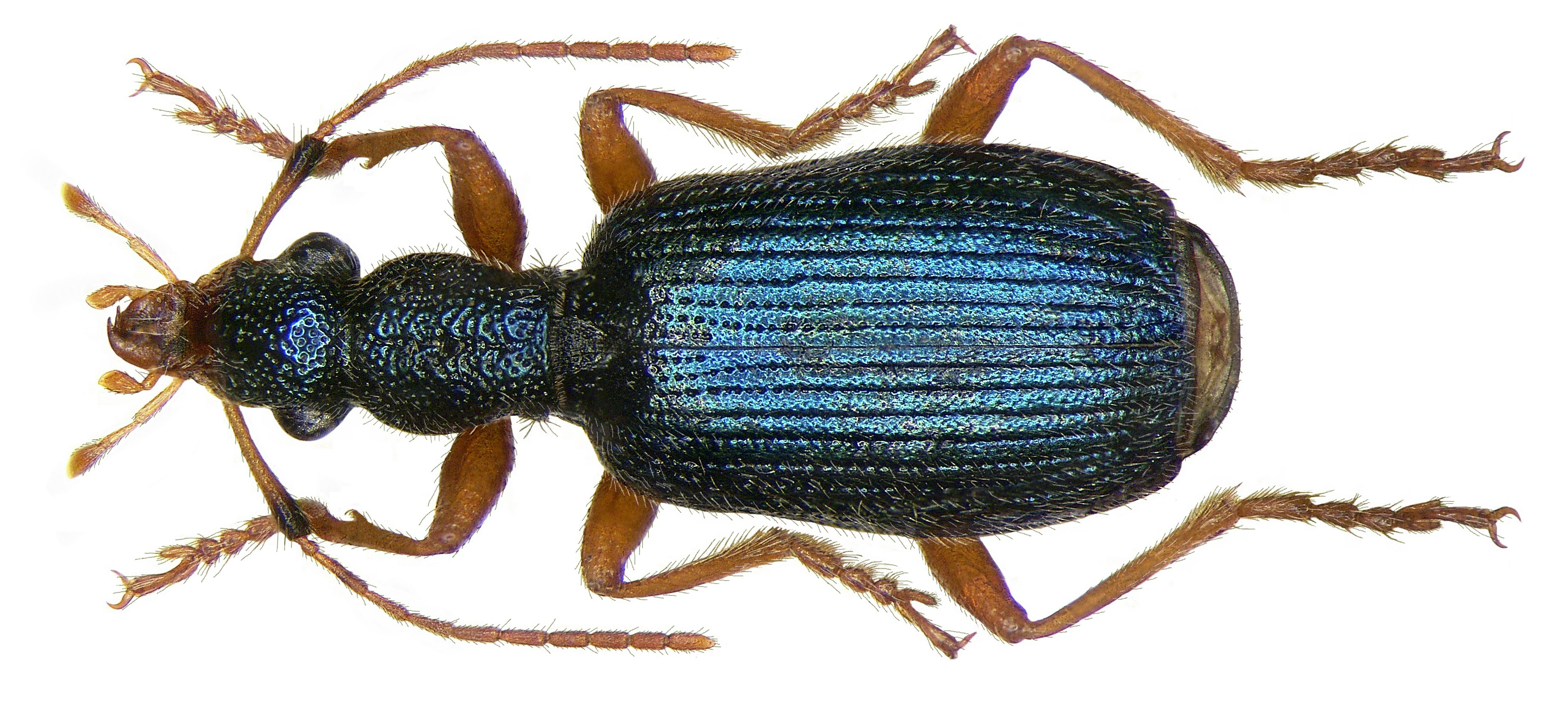
Drypta dentata, un escarbat de la família Carabidae que es defensa amb àcid fòrmic

Totes les formigues de la subfamília Formicinae han perdut la seva capacitat de picar, però poden llançar un dissolució concentrada d'àcid fòrmic, que pot arribar al 65 % en algunes espècies, des de les seves glàndules. Moltes espècies d'escarabats terrestres (Carabidae) llancen fins a un 70-75% d'àcid fòrmic a partir de les seves glàndules pigmentades. Diplòpodes, aràcnids, l'eruga vermella Schizura concinna i dues espècies d'abelles sense fibló Oxytrigona també utilitzen àcid fòrmic en la seva defensa.

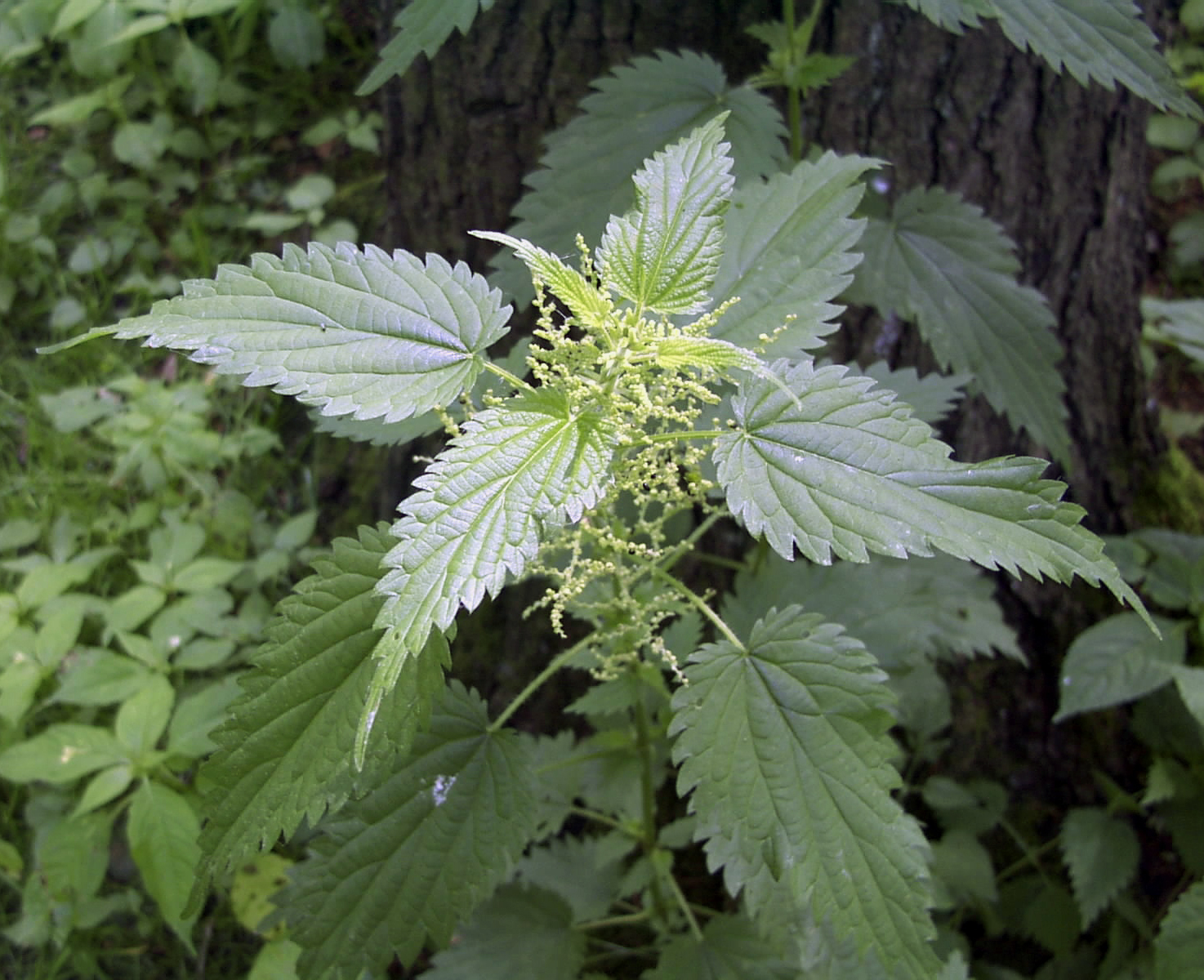
Urtica dioica. La seva dolorosa picadura és deguda a l'àcid fòrmic

Malgrat la funció principal de l'àcid fòrmic en les formigues és defensiva, també desenvolupen un important paper en la comunicació entre els individus en moltes espècies. Cal considerar-lo una feromona d'alarma. A la Formica rufa la concentració d'alarma és de 7×1015 molècules/cm³.
L'àcid fòrmic és un dels productes químics presents en les picades d'ortiga, juntament amb la histamina i l'acetilcolina. Aquest còctel químic es lliura a través de pèls picants amb consells que es desprenen quan es toquen. Això els transforma en agulles que després injecten la picada a la pell.
És un constituent natural minoritari present en algunes fruites (pomes, peres, prunes i albercocs), en anous, en productes làctics i en alguns vins.
També s'ha detectat fora de la Terra, com ara en el centre de la Via Làctia i en l'espai interestel·lar.

## Obtenció
El mètode teòricament més simple possible de produir àcid fòrmic és la reacció del monòxid de carboni, {\displaystyle {\ce {CO}}}, amb aigua:
```

  

    

      

        

          
CO

          
+

          

            
H

            

              
2

            

            

              

            

          

          
O

          
⟶

          
HCOOH

        

        

        
Δ

        
H

        
=

        
−

        
10

        

          
,

        

        
5

        

        

          
k

          
J

          

            
/

          

          
m

          
o

          
l

        

      

    

    
{\displaystyle {\ce {CO + H2O -> HCOOH}}\quad \Delta H=-10{,}5\,\mathrm {kJ/mol} }

  

```

Per sota de 150 °C la reacció és molt lenta i, tot i que l'equilibri s'aconsegueix ràpidament a major temperatura, la pressió s'ha d'augmentar dràsticament per obtenir concentracions d'àcid acceptable. Per la qual cosa se segueixen altres rutes.

### Hidròlisi del metanoat de metil
La carbonilació en fase líquida de metanol, {\displaystyle {\ce {CH3OH}}}, a metanoat de metil, {\displaystyle {\ce {HCOOCH3}}}, en presència d'un catalitzador bàsic com el metòxid de sodi, {\displaystyle {\ce {NaOCH3}}}, o el metòxid de potassi, {\displaystyle {\ce {KOCH3}}}, i una hidròlisi posterior per donar àcid fòrmic és un mètode industrial emprat des de principis dels anys vuitanta del segle xx. El metanol alliberat en la segona etapa retorna a la primera etapa. Les reaccions són:
 {\displaystyle {\ce {CH3OH + CO -> HCOOCH3}}\quad \Delta H=-29\,\mathrm {kJ/mol} }{\displaystyle {\ce {HCOOCH3 + H2O -> HCOOH + CH3OH}}\quad \Delta H=16{,}3\,\mathrm {kJ/mol} }
Aquest procés l'empren les companyies Eastman Chemical Company, BASF, Kemira, Luxi Chemical Group i Feicheng Acid Chemicals. S'han patentat diverses variants del procés. Les condicions de reacció de la primera etapa són similars en cadascuna, però difereixen en la segona, la fase d'hidròlisi. Les condicions típiques de reacció per a la carbonilació són de 80 °C, pressió de 4,5 MPa i 2,5 % en metòxid de sodi, aconseguint una conversió de metanol del voltant del 30% i del 95% pel monòxid de carboni, {\displaystyle {\ce {CO}}}. La velocitat de carbonilació es pot incrementar augmentant la temperatura, la pressió parcial del monòxid de carboni, la concentració del catalitzador o la interfície entre les fases del gas i el líquid. L'equilibri d'hidròlisi del metanoat de metil és relativament desfavorable, però depèn de la concentració d'aigua d'una manera que afavoreixi l'ús d'un elevat excés estequiomètric d'aigua, amb problemes consegüents a l'hora de trobar un mètode eficaç d'energia per eliminar l'excés d'aigua. L'àcid fòrmic actua com el catalitzador d'hidròlisi (autocatàlisi). Els diferents processos emprats són el Kemira-Leonard, el BASF i el USSR.

### A partir de metanoats de metalls
La reacció de metanoats de metalls amb àcids minerals, generalment àcid sulfúric, {\displaystyle {\ce {H2SO4}}}, és el procés comercial més antic per a la producció d'àcid fòrmic, i encara té importància industrial, essent el major productor amb aquest procés l'empresa Perstorp. El metanoat de sodi, el metanoat de potassi i el metanoat de calci, {\displaystyle {\ce {HCOONa}}}, {\displaystyle {\ce {HCOOK}}} i {\displaystyle {\ce {(HCOO)2Ca}}}, estan disponibles industrialment a partir de la producció d'alcohols polivalents. La seva acidòlisi és tècnicament senzilla, però la producció inevitable de sulfats de sodi, de potassi i de calci és una clara desavantatge d'aquesta ruta.{\displaystyle {\ce {2 HCOONa + H2SO4 -> 2 HCOOH + Na2SO4}}}{\displaystyle {\ce {2 (HCOO)2Ca + H2SO4 -> 2 HCOOH + CaSO4}}}

### A partir de diòxid de carboni
La hidrogenació del diòxid de carboni a metanol produeix àcid fòrmic en un entorn gairebé lliure d'aigua, que és un avantatge en la recuperació del producte. Els complexos de ruteni solubles són els catalitzadors preferits, i un agent complexant s'utilitza per fer que la reacció sigui favorable termodinàmicament. Aquesta tecnologia fou introduïda per primera vegada per BP Chemicals en els anys vuitanta del segle XX i ha estat desenvolupada per BASF. La reacció es produeix en una barreja d'amina terciària (normalment n-trihexilamina) i metanol a 50-70 °C i 10-12 MPa. S'afegeix una mica d'aigua per facilitar la separació de fase. El complex àcid fòrmic-amina és tèrmicament dissociat a 150-185 °C. El procés ha de mantenir actiu el caríssim catalitzador, un complex de metalls de transició.

## Aplicacions

### Ramaderia

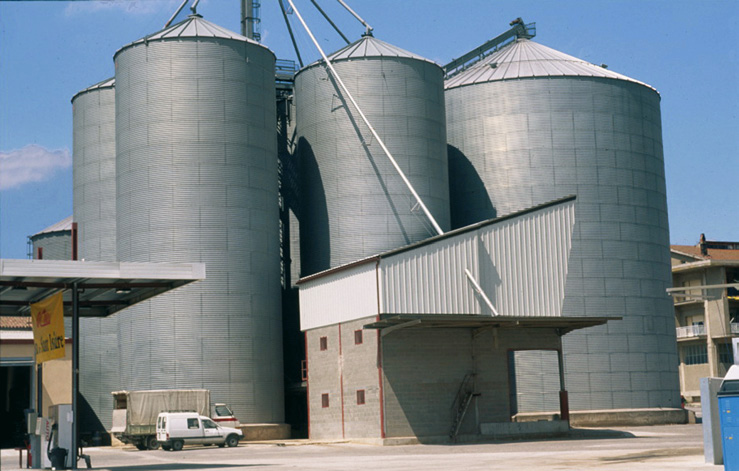
Sitja cilíndrica a Santa Coloma de Queralt (Conca de Barberà)

L'ensitjament es basa en la fermentació de cultius de farratge per a l'alimentació de bovins a les granges en condicions anaeròbies, on l'àcid làctic produït per bacteris preserva l'ensitjament. L'àcid làctic disminueix el pH i evita així el creixement microbià no desitjat. L'addició d'àcid fòrmic permet una ràpida caiguda inicial del pH, que promou el creixement de bacteris d'àcid làctic i suprimeix el creixement de bacteris que produeixen compostos indesitjables, com l'àcid butíric. Els avantatges inclouen més glúcids i proteïnes. El nord d'Europa és la principal àrea de consum. Els subproductes de la indústria alimentària i de begudes, com ara la pasta massissa de cerveseria, es poden conservar amb solucions d'àcid fòrmic per donar aliments per a animals de llarga durada.
Des de 2006, quan la UE prohibí els promotors de creixement d'antibiòtics (AGP), l'ús d'àcids orgànics en els pinsos ha augmentat. L'àcid fòrmic té un fort efecte d'acidificació, però també efectes antimicrobians, que s'utilitzen per protegir l'alimentació i l'aigua potable contra la contaminació bacteriana. L'àcid fòrmic és molt eficaç contra Salmonella, Escherichia i Campylobacter a pH 4,0. Actua positivament sobre la flora intestinal dels animals i pot millorar tant la digestibilitat aparent de l'energia com la proteïna i l'absorció i retenció d'alguns minerals. A la indústria avícola, l'àcid fòrmic s'ha utilitzat durant molt de temps per evitar el creixement dels patògens en els pinsos.
La biomassa animal també es pot conservar amb àcid fòrmic. L'ús més gran és el processament dels subproductes de la indústria pesquera per a l'elaboració d'ensitjament de peixos. L'àcid fòrmic també permet una separació eficient de l'oli de peix durant el procés d'ensitjament. Els residus d'escorxador es poden conservar de manera similar, normalment amb mescles d'àcid fòrmic-àcid làctic.

### Adoberia i indústria tèxtil

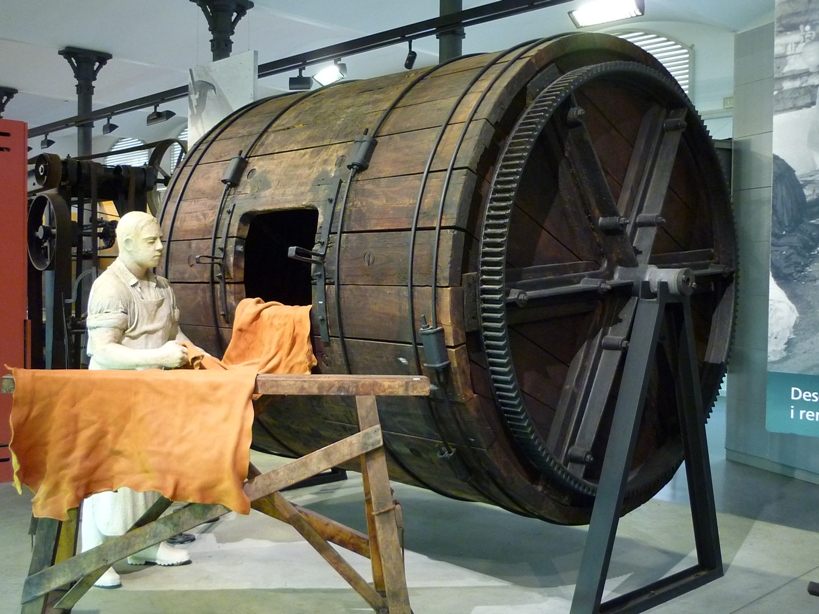
Museu de la pell d'Igualada

Un dels majors usuaris d'àcid fòrmic a nivell mundial són les adoberies. El pretractament dels cuiros els deixa en un estat lleugerament alcalí, però l'adobament requereix condicions àcides. Per tant, les pells es tracten amb àcid (típicament àcids sulfúrics i fòrmic) abans del adob en un procés anomenat piquel. Sense aquest condicionament, els agents curtens es fixarien ràpidament a la superfície de la pell, mentre que la seva capa interior quedaria crua. L'àcid sulfúric redueix el pH del licor, mentre que l'àcid fòrmic és capaç de penetrar ràpidament i de forma homogènia a través de les fibres de col·lagen. Assegura que l'agent per adobar(generalment sulfat de crom bàsic o els tanins) penetri tot el gruix de la pell. En tintura de cuir, l'àcid fòrmic s'utilitza com a agent d'anivellament per ajudar a moure el colorant d'una zona del cuir a un altre, resultant en una distribució més uniforme i més suau del colorant.
En la indústria tèxtil, l'àcid fòrmic s'utilitza com a agent de regulació de pH en la tintura de llana, niló i altres fibres naturals i sintètiques amb colorants àcids i cromats. A més, l'àcid fòrmic s'utilitza per neutralitzar solucions alcalines i facilitar l'enlairament durant el rentat.

### Indústries farmacèutica i alimentària
L'àcid fòrmic s'utilitza com a intermedi sintètic per a diversos productes farmacèutics i productes químics alimentaris, incloent la insulina sintètica (depuració de la insulina recombinant), la cafeïna, l'aspartam i la vitamina B1. També s'utilitza àmpliament per a l'ajust del pH durant la fabricació de diversos productes químics. Altres aplicacions en els aliments inclouen la descontaminació de salmonel·la i l'ús com a conservant (E236, permès als Estats Units però no a la UE, Austràlia i Nova Zelanda), i com a agent aromatitzant.
L'ús d'àcid fòrmic en la conservació d'aliments inclou fumigació de fruites com pomes i cireres per reduir la decadència postcollita. L'àcid fòrmic és especialment eficaç a l'hora de destruir espores fúngiques a les superfícies i envasos en què s'emmagatzemen els fruits. En algunes aplicacions de preservació d'aliments, l'àcid fòrmic es barreja amb àcid làctic i/o propiònic. La barreja és mínimament corrosiva, però, degut al seu baix pH, ajuda a destruir microorganismes nocius i evita la seva propagació, per tant, perllonga la vida útil del producte.

### Coagulació de goma

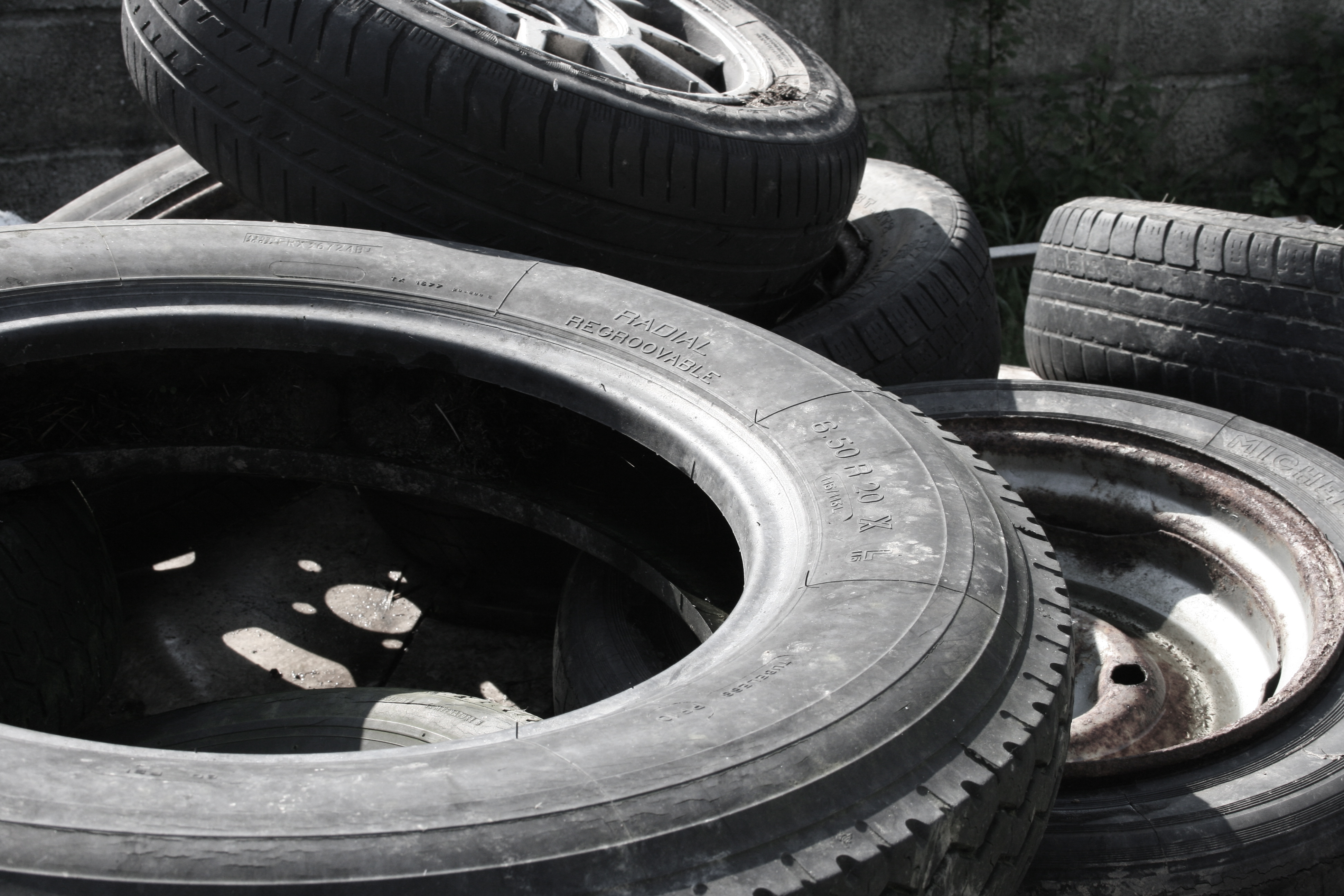
Pneumàtics fabricats amb cautxú

L'àcid fòrmic és l'opció preferida per al coagulació del làtex, que és una suspensió de partícules de goma natural microscòpica (poliisoprè) en un medi aquós. Es carreguen les superfícies de les partícules de làtex, la qual cosa crea una repulsió entre elles que evita la coagulació. En el procés de coagulació, l'àcid fòrmic neutralitza aquests càrregues, eliminant la repulsió. El procés es tradueix en un producte de cautxú natural consistent d'alta qualitat. L'ús d'àcids més forts fa que la caiguda del pH sigui massa ràpida. Com a resultat, el làtex coagula de forma desigual, que pot afectar les seves propietats mecàniques. Els àcids més febles, com l'àcid acètic, són menys eficients que l'àcid fòrmic i generen un consum d'àcid molt més elevat.

### Altres aplicacions
L'àcid fòrmic s'utilitza com a catalitzador en la dessulfuració del gasos de combustió a les centrals elèctriques de carbó. El sofre, el contingut del qual al carbó pot arribar fins al 5 %, s'allibera en forma de diòxid de sofre {\displaystyle {\ce {SO2}}}, en el procés de combustió. La captura del diòxid de sofre mitjançant el pas a través d'una massa aquosa permet transformar-lo en guix (sulfat de calci). L'addició de l'àcid fòrmic al cicle de dessulfuració augmenta l'eficiència de la separació de sofre.
En camps de petroli i gas l'àcid fòrmic s'utilitza en l'estimulació de pous d'alta temperatura quan els sistemes clàssics d'àcid clorhídric, {\displaystyle {\ce {HCl}}}, no poden emprar-se. L'acidificació s'aconsegueix mitjançant el bombament de l'àcid al pou per dissoldre la calcària, la dolomita i el ciment de calcita entre els grans de sediment de les roques de l'embassament. L'àcid fòrmic té l'avantatge d'una bona inhibició contra la corrosió de les canonades a temperatures superiors a 200 °C (possiblement per una capa protectora de productes de descomposició).
L'àcid fòrmic té algun ús com a ingredient actiu en productes de neteja comercial, com descalcificadors, eliminadors d'òxid, netejadors i desgreixadors, i productes de bugaderia. En la descalcificació, la sal de calci es forma quan el carbonat de calci es dissol per un àcid. Com més soluble sigui aquesta sal, menor és el risc dels dipòsits de sal que redueixen l'eficàcia àcida. En els productes de neteja del bany es pretén combinar les propietats d'un eficient agent descalcificador amb les d'un biocida biodegradable. També s'empra per dissoldre poliamides (per exemple, niló 66 i niló 46) o seda per preparar fibres i membranes. També és un component útil en solucions de neteja de semiconductors.

## Perills
L'àcid fòrmic es descompon en escalfar-lo intensament i en contacte amb àcids forts (àcid sulfúric), produint monòxid de carboni. És moderadament àcid. Reacciona violentament amb oxidants; reacciona violentament amb bases fortes, originant risc d'incendi i explosió. Ataca molts plàstics i metalls. És combustible i per damunt dels 69 °C pot formar mescles explosives amb l'aire.
Es pot absorbir per inhalació del vapor, a través de la pell i per ingestió. Per l'evaporació a 20 °C es pot aconseguir bastant ràpidament una concentració nociva en l'aire. És molt corrosiu dels ulls, la pell i el tracte respiratori. Corrosiu per ingestió. La inhalació del vapor pot originar edema pulmonar. Pot causar efectes en el metabolisme energètic, donant lloc a acidosi.